# Куява (залізнична станція)
Куява (рос. Куява) — залізнична станція в Людиновському районі Калузької області Російської Федерації.
Населення становить 80 осіб. Входить до складу муніципального утворення Село Зарєчний.

## Історія
Від 2004 року входить до складу муніципального утворення Село Зарєчний.

## Населення
| 2002 | 2010 |
| ---- | ---- |
| 99   | ↘80  |